# Eleições parlamentares europeias de 2014 (Bulgária)
As eleições parlamentares europeia de 2014 na Bulgária, realizaram-se a 25 de maio e, serviram para eleger os 17 deputados nacionais ao Parlamento Europeu.

## Resultados Oficiais
| Partido                 | Partido                                 | Votos     | %               | +/-   | Deputados | +/-     |
| ----------------------- | --------------------------------------- | --------- | --------------- | ----- | --------- | ------- |
|                         | Cidadãos pelo Desenvolvimento Europeu   | 680 838   | 30,40 / 100,00  | 6,06  | 6 / 17    | 1       |
|                         | Partido Socialista                      | 424 037   | 18,93 / 100,00  | 0,43  | 4 / 17    | Estável |
|                         | Movimento pelos Direitos e Liberdades   | 386 725   | 17,27 / 100,00  | 3,13  | 4 / 17    | 1       |
|                         | Bulgária Sem Censura                    | 238 629   | 10,66 / 100,00  | Novo  | 2 / 17    | Novo    |
|                         | Bloco Reformista                        | 144 532   | 6,45 / 100,00   | Novo  | 1 / 17    | Novo    |
|                         | Alternativa para o Renascimento Búlgaro | 90 061    | 4,02 / 100,00   | Novo  | 0 / 17    | Novo    |
|                         | Frente Nacional para a Salvação         | 68 376    | 3,05 / 100,00   | Novo  | 0 / 17    | Novo    |
|                         | Ataque                                  | 66 210    | 2,96 / 100,00   | 9,00  | 0 / 17    | 2       |
|                         | Outros                                  | 140 022   | 6,26 / 100,00   |       | 0 / 17    |         |
| Votos Inválidos         | Votos Inválidos                         | 122 536   | 5,18 / 100,00   | 4,21  |           |         |
| Total                   | Total                                   | 2 361 943 | 100,00 / 100,00 |       | 17 / 17   |         |
| Eleitorado/Participação | Eleitorado/Participação                 | 6 533 828 | 36,15 / 100,00  | 1,34  |           |         |
| Fonte                   | Fonte                                   | [ 1 ]     | [ 1 ]           | [ 1 ] | [ 1 ]     | [ 1 ]   |